# Огибенин, Леонид Николаевич
Леонид Николаевич Огибенин (24 июля 1908, Тюмень — 18 августа 1989, Новосибирск) — советский художник, член Союза художников СССР (1934).

## Биография

### Происхождение
Род Огибениных происходит из посёлка Висим, по преданию фамилия произошла от прозвища кержака Григория — Огибеня.
По словам Огибенина он родился в Тюмени, но в одном сохранившемся довоенном источнике местом рождения указана Женева (Швейцария).

### Образование
В 1925—1928 годах учился в Омском художественно-промышленном техникуме имени М. Врубеля.
С 1928 по 1932 год жил в Ленинграде, где обучался в Ленинградском художественном техникуме (1929—1932) и группе Казимира Малевича (1929).

### Жизнь в Новосибирске
В 1932 году переехал в Новосибирск, трудился в товариществе «Художник», затем — в Новосибирском отделении Художественного Фонда РСФСР.
В период Великой Отечественной войны участвовал в работе над окнами ТАСС.
С 1944 по 1947 год — председатель Новосибирского союза советских художников, также некоторое время был председателем художественного совета Новосибирского отделения ХФ РСФСР.
В 1959—1960 годах — декан факультета изобразительного искусства Новосибирского городского народного университета культуры.
Похоронен на Заельцовском кладбище Новосибирска (квартал 66).

## Работы
- «Крепостной труд на Гурьевском заводе» (1940)
- «Портрет девочки» (1943)
- «Портрет инженера Дуничева» (1947)
- «Отдых трудящихся» (1955)
- «Человек с ружьём» (1967)

## Участие в выставках
- Выставка «Художники Сибири в дни Великой Отечественной войны» (1942)
- Выставка «Сибирь — фронту» (1944)
- Выставка произведений периферийных художников (1946, Москва)
- Всесоюзная выставка «Победа» (1946)
- Сибирская межобластная выставка (1947)

## Награды
Третья премия Сибирской межобластной художественной выставки, диплом Комитета по делам искусств при Совете Министров РСФСР (1947), медаль «За доблестный труд» (1970).